# Sévérac
Sévérac é uma comuna francesa na região administrativa do País do Loire, no departamento de Loire-Atlantique. Estende-se por uma área de 22.41 km². Em 2010 a comuna tinha 1 655 habitantes (densidade: 73,9 hab./km²).